# FAB-500
FAB-500 – radziecka bomba lotnicza ogólnego przeznaczenia (ФАБ-500 od ros. Фугасная Авиационная Бомба – lotnicza bomba burząca) o wagomiarze 500 kg.

## Historia
Bomba FAB-500 należy do rodziny bomb odłamkowo-burzących o różnych wagomiarach, określonych liczbą  po symbolu FAB. Pierwsze projekty bomb typu FAB sięgają I wojny światowej. Od lat 40. XX wieku używano bomb FAB-50, FAB-70, FAB-250 i FAB-500. 
Pierwszego bombardowania przy użyciu FAB-500 Armia Czerwona dokonała 28 kwietnia 1943 roku. Celem bombardowania dokonanego przez samoloty Pe-8 były niemieckie umocnienia nadbrzeżne w rejonie Królewca.
Były to także najczęściej używane przez państwa Układu Warszawskiego bomby lotnicze. Obecnie w użyciu wojsk rosyjskich pozostają bomby o większych wagomiarach FAB-1000, FAB-1500, FAB-3000, FAB-5000 i FAB-9000.
FAB-500 była kilkakrotnie modyfikowana. Zmieniano rodzaj korpusu bomby na bardziej opływowy lub wytrzymalszy na wysokie temperatury, powstające na skutek nagrzewania aerodynamicznego podczas lotów z prędkościami ponaddźwiękowymi. Materiałem wybuchowym wypełniającym bomby tego typu jest najczęściej Torpex.

## Wersje
Aktualnie używa się bomb FAB-500 w wersjach:
- FAB-500 – najstarsza wersja bomby, jeszcze z okresu II wojny światowej
- FAB-500 M-54 – najczęściej używana, może być przenoszona przez praktycznie wszystkie samoloty myśliwskie i myśliwsko-bombowe. Charakteryzuje się małymi rozmiarami i dużym oporem aerodynamicznym. Masa materiału wybuchowego 201 kg.
- FAB-500 M-62 – o wydłużonym aerodynamicznym kadłubie z litą częścią nosową. Cztery stateczniki o średnicy większej niż średnica kadłuba połączone obręczą. Może być zrzucana z wysokości od 570 – 12000 metrów przy prędkościach od 500 do 1180 km/h. Charakteryzuje się wydłużonym kształtem i niskimi oporem aerodynamicznym. Masa materiału wybuchowego 300 kg.
- FAB-500 M-62T –  bomba M62 o zwiększonej wytrzymałości termicznej kadłuba, przeznaczona do lotów z dużymi prędkościami. Przenoszona najczęściej przez samoloty MiG-25 i Su-27. Wytrzymuje odpowiednio:
  - 45 minut lotu z prędkością 2500 km/h na pułapie 18000 m
  - dowolnie długi lot z prędkością 2550 km/h na pułapie 23000 m
  - 15 minut lotu z prędkością 2815 km/h na pułapie 23000 m
  - 5 minut lotu z prędkością 3000 km/h na pułapie 23000 m

3000 km/h jest prędkością graniczną, ale bomba jest w stanie wytrzymać krótkotrwały lot z prędkością nawet 3400 km/h, co ze względu na generowaną temperaturę może być niebezpieczne dla samego samolotu.
Po wybuchu bomby FAB-500 powstaje krater o średnicy 8-12 metrów i głębokości 3-4 metrów. Przebijalność zbrojonego betonu do 1,5 metra.
Na podstawie FAB-500 jako głowicy bojowej zbudowano naprowadzaną laserowo bądź telewizyjnie bombę KAB-500, będącą odpowiednikiem amerykańskiego systemu GBU-15.